# Eupteromyia trivittata
Eupteromyia trivittata är en tvåvingeart som beskrevs av Jacques-Marie-Frangile Bigot 1859. Eupteromyia trivittata ingår i släktet Eupteromyia och familjen kolvflugor. Inga underarter finns listade i Catalogue of Life.